# Villar de Domingo García
Villar de Domingo García ist ein Ort und eine zentralspanische Gemeinde (municipio) mit nur noch 215 Einwohnern (Stand: 2024) im Norden der Provinz Cuenca in der Autonomen Region Kastilien-La Mancha. Villar de Domingo García gehört zur Kulturlandschaft der Alcarria und der von einem anhaltenden Bevölkerungsschwund betroffenen Serranía Celtibérica. Neben dem namensgebenden Hauptort Villar de Domingo García gehören die Ortschaften Noheda, Sacedoncillo und Villalbilla zur Gemeinde.

## Lage und Klima
Villar de Domingo García liegt auf der Westseite des Iberischen Gebirges in einer Höhe von ca. 865 m. Die Provinzhauptstadt Cuenca befindet sich gut 20 km (Fahrtstrecke) südsüdöstlich. Das Klima im Winter ist gemäßigt, im Sommer dagegen warm bis heiß; die eher geringen Niederschlagsmengen (ca. 618 mm/Jahr) fallen – mit Ausnahme der nahezu regenlosen Sommermonate – verteilt übers ganze Jahr.

## Bevölkerungsentwicklung
| Jahr      | 1970 | 1981 | 1991 | 2001 | 2011 | 2021 |
| Einwohner | 587  | 345  | 299  | 262  | 231  | 212  |

Aufgrund der Mechanisierung der Landwirtschaft, der Aufgabe bäuerlicher Kleinbetriebe und des daraus resultierenden Verlusts von Arbeitsplätzen auf dem Lande ist die Einwohnerzahl der Gemeinde seit der Mitte des 20. Jahrhunderts stark rückläufig (Landflucht).

## Sehenswürdigkeiten
- römische Villa in Noheda mit reichen spätantiken Mosaiken[4]
- Kirche Mariä Himmelfahrt in Villar de Domingo García
- Kirche Mariä Himmelfahrt in Noheda
- Christuskapelle
- Annenkapelle

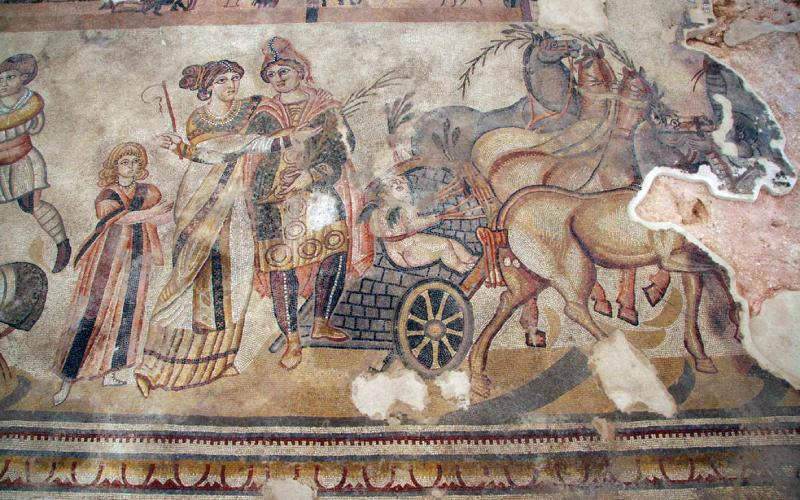
Mosaik aus der römischen Villa
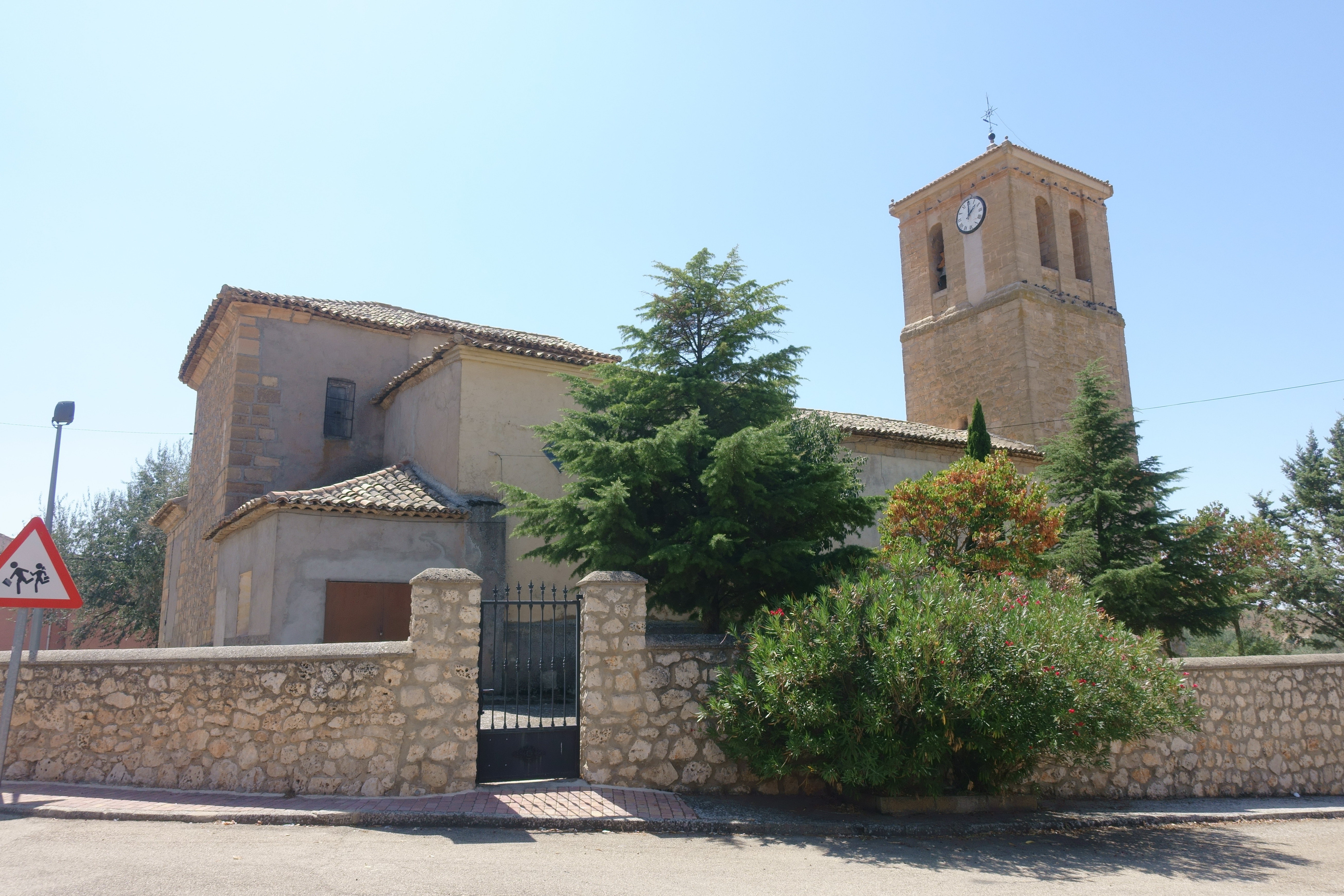
Kirche Mariä Himmelfahrt in Villar de Domingo García
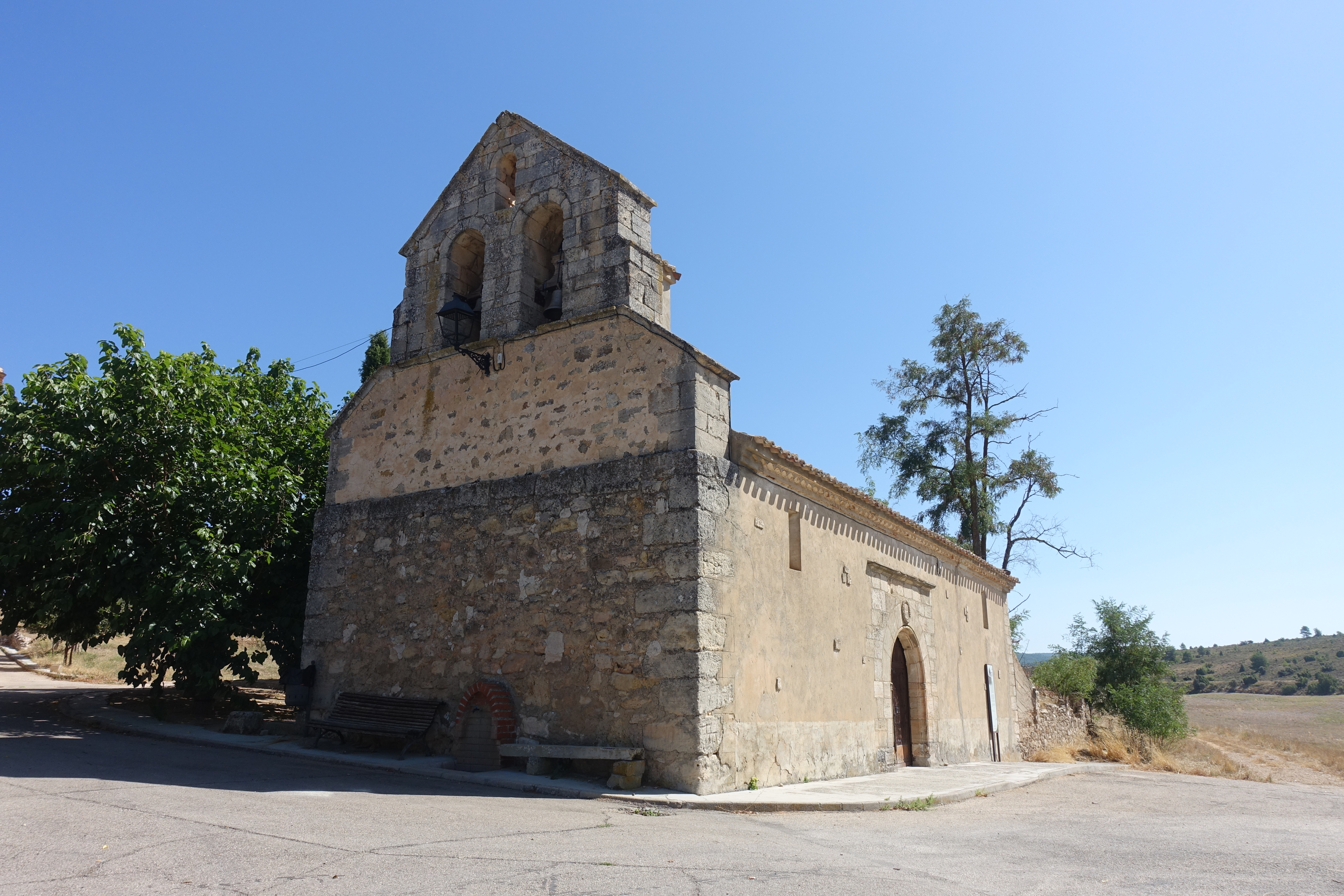
Kirche Mariä Himmelfahrt in Noheda
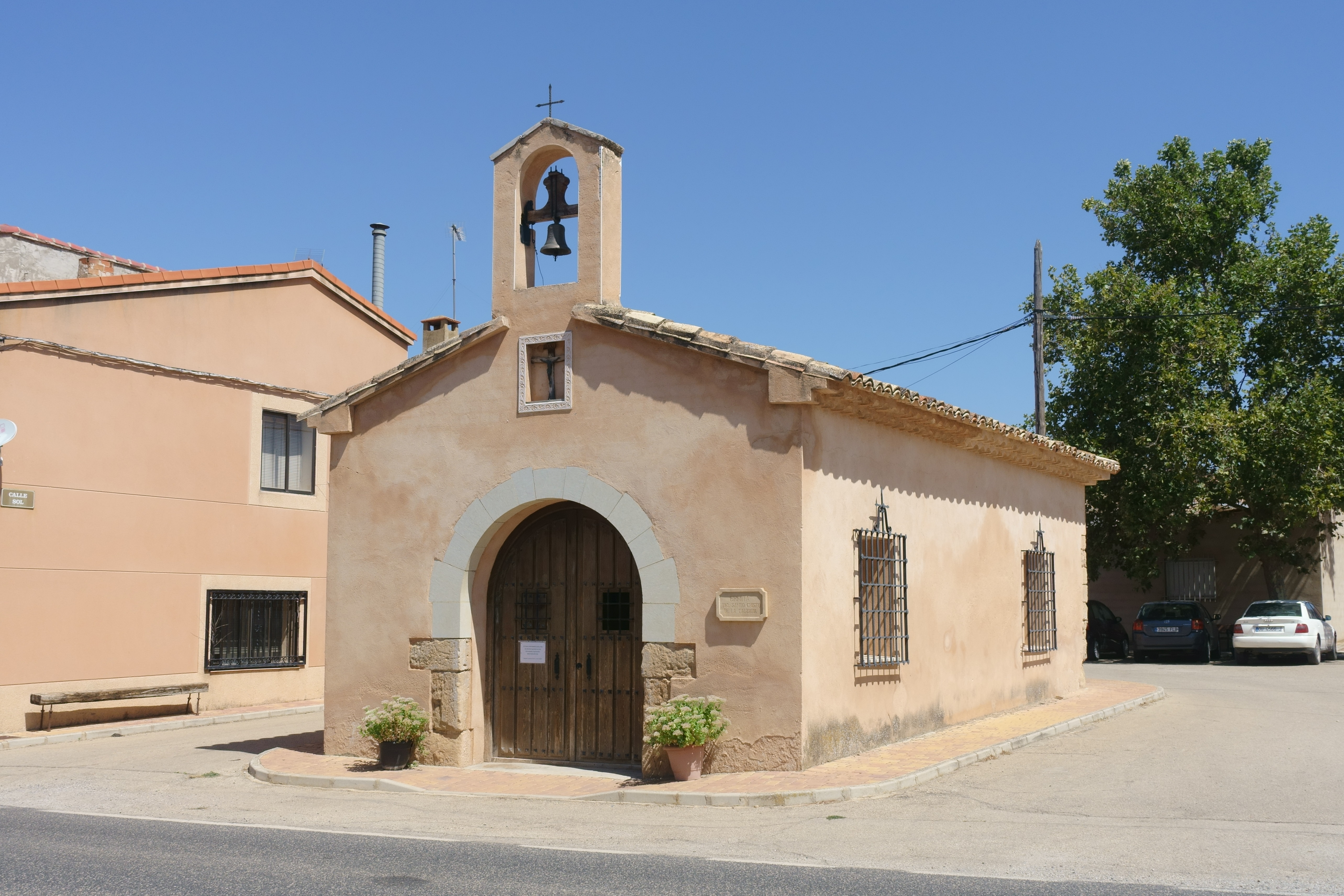
Christuskapelle
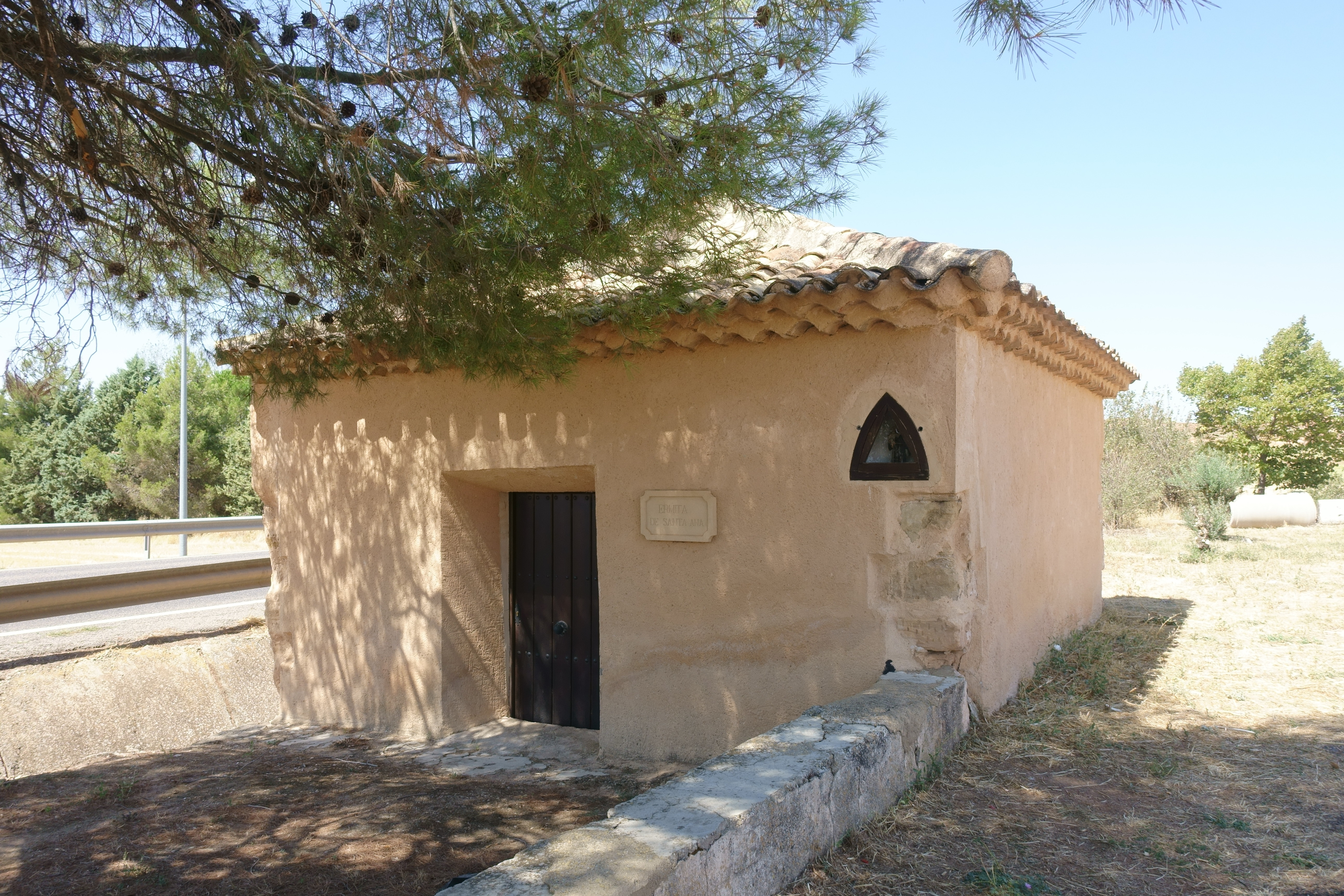
Annenkapelle
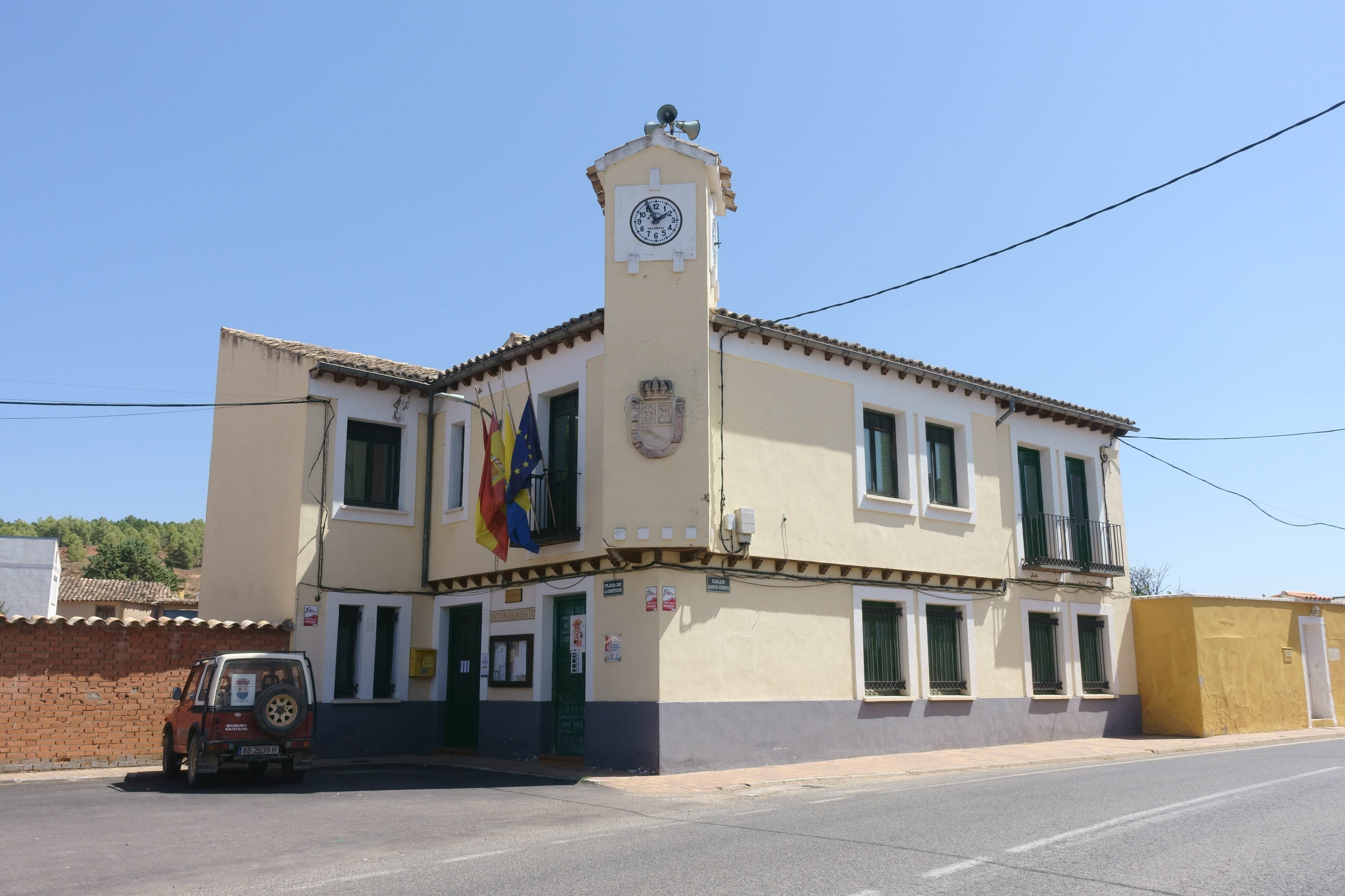
Rathaus